# Petrus Kiers

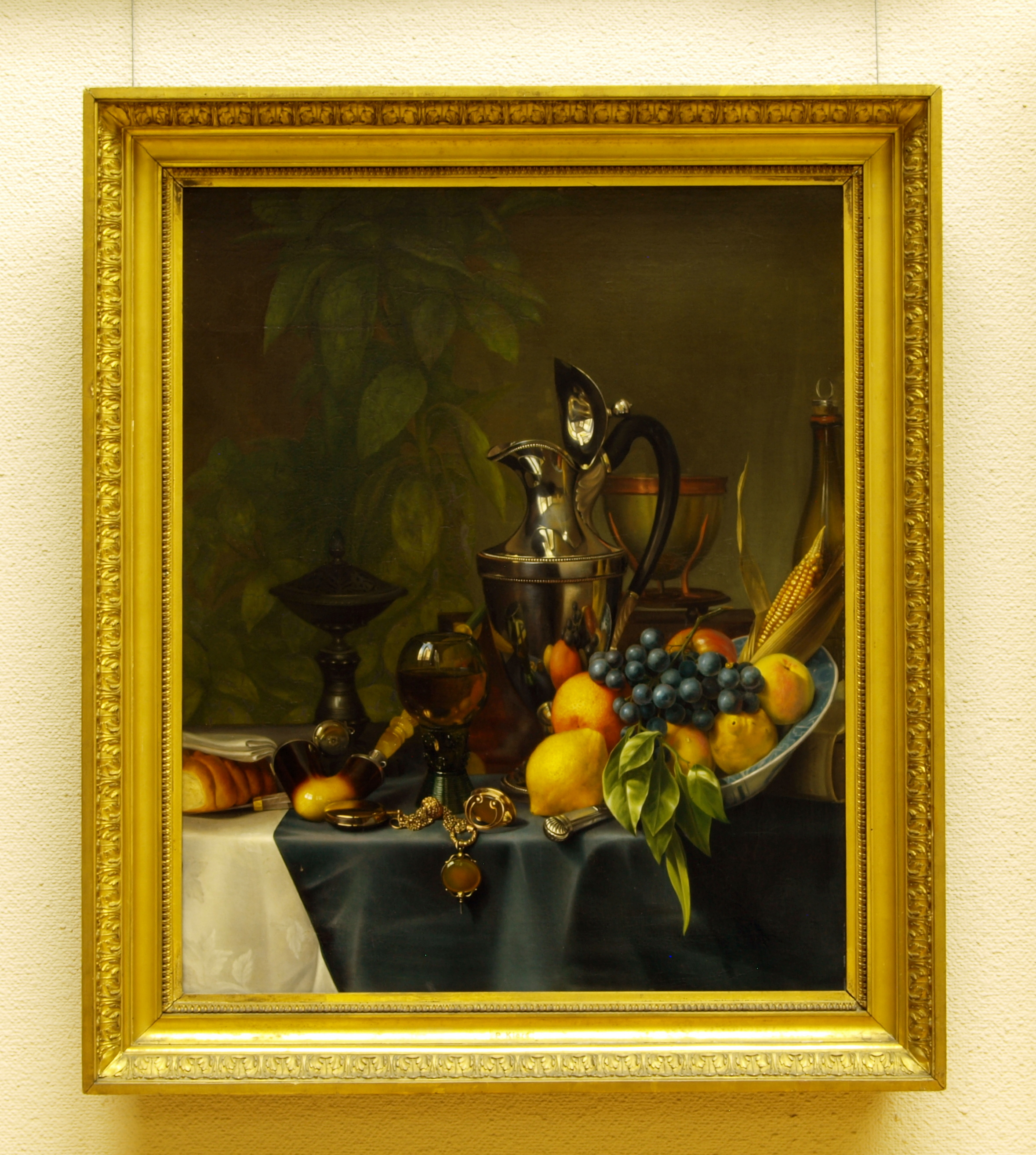
Natura morta amb barrala i fruita, 1830, col·lecció del Museu Teyler

Petrus Kiers (1807, Meppel – 1875, Amsterdam) va ser un pintor del segle xix del nord dels Països Baixos.

## Biografia
Segons el Rijksbureau voor Kunsthistorische Documentatie (Institut Neerlandès per a la Història de l'Art) 
es traslladà a Amsterdam el 1820 on es casà amb la pintora Elisabeth Alida Haanen. Va ser un membre del col·lectiu d'artistes d'Amsterdam Arti et Amicitiae des de 1839 i de Kunstbevorderend Genootschap V.W. Va rebre la medalla de plata atorgada per Felix Meritis el 1841 pel seu quadre romàntic sobre una bugadera. Va ser el pare dels pintors George Lourens Kiers i Catharina Kiers. És conegut per les seves obres de natura morta i obres de gèneres amb escenes romàntiques d'espelmes.